# Daniel Coit Gilman
Daniel Coit Gilman, född den 6 juli 1831 i Norwich i Connecticut, död den 13 oktober 1908, var en amerikansk pedagog.
Gilman studerade vid Yale och i Tyskland, var 1856–1870 lärare i fysisk geografi vid Yale-universitetet, blev 1872 president (rektor) vid Kaliforniens universitet (i Berkeley) och var 1875–1901 president vid det nyinrättade Johns Hopkins University i Baltimore. Gilman utövade både genom skrifter och sin praktiska verksamhet som universitetsrektor stort inflytande på den högre undervisningens ordnande i Förenta staterna. Bland hans arbeten märks University Problems in the United States (1898) samt biografier över James Monroe (1883) och geologen James D. Dana (1899).